# Weltpolitik
El terme alemany Weltpolitik (política mundial, en català) refereix a l'estratègia que va adoptar Alemanya a partir del 1897. Segons aquesta estratègia, i alhora teoria, Alemanya ha d'assegurar-se un espai vital a Europa de l'Est, dotar el país de colònies i iniciar així una política imperialista i expansionista, tenir una marina capaç de fer-li la competència als altres països. Aquesta política recau sobre un nacionalisme de dominació. La Weltpolitik va iniciar-se amb la unió d'Alemanya, i un cop arribats a aquesta unió, es gira cap a una política d'augment de poder internacional. Una ambició que portà a la teoria del darwinisme social, i més tard al nazisme.